# دوگانگی موج و ذره
دوگانگی موج و ذره  (به انگلیسی: Wave–particle duality) بر این فرض استوار است که تمامی ذرات دارای هر دو خاصیت موجی و ذره‌ای هستند. این دوگانگی یکی از مفاهیم اصلی مکانیک کوانتومی است. در نقطه مقابل آن مفاهیم کلاسیک قرار دارند که ذرات را به صورت موج یا ذره در نظر می‌گیرند و از توصیف کامل رفتار ذرات با ابعاد کوانتومی عاجزند. در مکانیک کوانتومی این تناقض را معمولاً به عنوان یک خاصیت بنیادی از جهان تفسیر می‌کنند در حالی که در سایر تفسیرها، این دوگانگی را نتیجه محدودیتهای مختلف ناظر میدانند. این تفسیر بر اساس تفسیر کپنهاگی استوار است که در آن دوگانگی موج و ذره یکی از صور اصل مکملیت است که بیان می‌کند که یک پدیده می‌تواند به صورت یکی از این اشکال دوگانه مشاهده شود نه هر دو به صورت همزمان.

## ریشه
تئوری نور ابن هیثم در قرن ۱۱ میلادی بوده است.
مسئله دوگانگی به بحثی پیرامون ماهیت نور و ماده در قرن ۱۷ ام نیز توسط کریستین هویگنس و آیزاک نیوتن مطرح شدند. نیوتن معتقد بود که نور تنها از ذرات تشکیل شده در حالی که هویگنس نور را تنها شامل امواج می‌دانست. بر اساس تحقیقات ماکس پلانک، آلبرت اینشتین، لویی دوبروی، آرتور کامپتون، نیلز بور و بسیاری از دانشمندان دیگر، امروزه تمامی ذرات را دارای خاصیت موجی هم می‌دانیم و برعکس. این پدیده نه تنها برای ذرات بنیادی که برای ذرات ترکیبی همچون اتمها و مولکولها نیز به اثبات رسیده است. طول موج مربوط به ذرات بزرگ بسیار کوچک بوده و معمولاً قابل آشکارسازی نیست.

## نقش قرن بیستم و تغییر الگو
ذرات الکتریسیته
الکتریسیته در ابتدا به صورت یک سیال تصور می‌شد ولی اکنون می‌دانیم که از ذراتی به نام الکترونها تشکیل شده است. این کشف توسط جوزف تامسون با آزمایش لامپ پرتو کاتدی در سال ۱۸۹۷ انجام شد. او در این آزمایش متوجه شد که بارهای الکتریکی قادر به عبور از داخل یک لامپ خلأ هستند. نتیجه این آزمایش با ماهیت سیال بودن الکتریسیته در تناقض بود زیرا خلأ دارای مقاومت بی‌نهایت و فاقد هر گونه ماده‌ای برای هدایت الکتریسیته بود. از طرفی الکترومغناطیس به صورت امواج متغیر الکتریکی و مغناطیسی تصور می‌شد و پذیرفتن الکتریسیته و بارها به صورت ذرات کار آسانی نبود.
 تابش ناپیوسته
تابش جسم سیاه یعنی همان تابش انرژی الکترومغناطیسی حاصل از دمای یک جسم نمی‌تواند به تنهایی توسط تئوری کلاسیک توصیف گردد. 

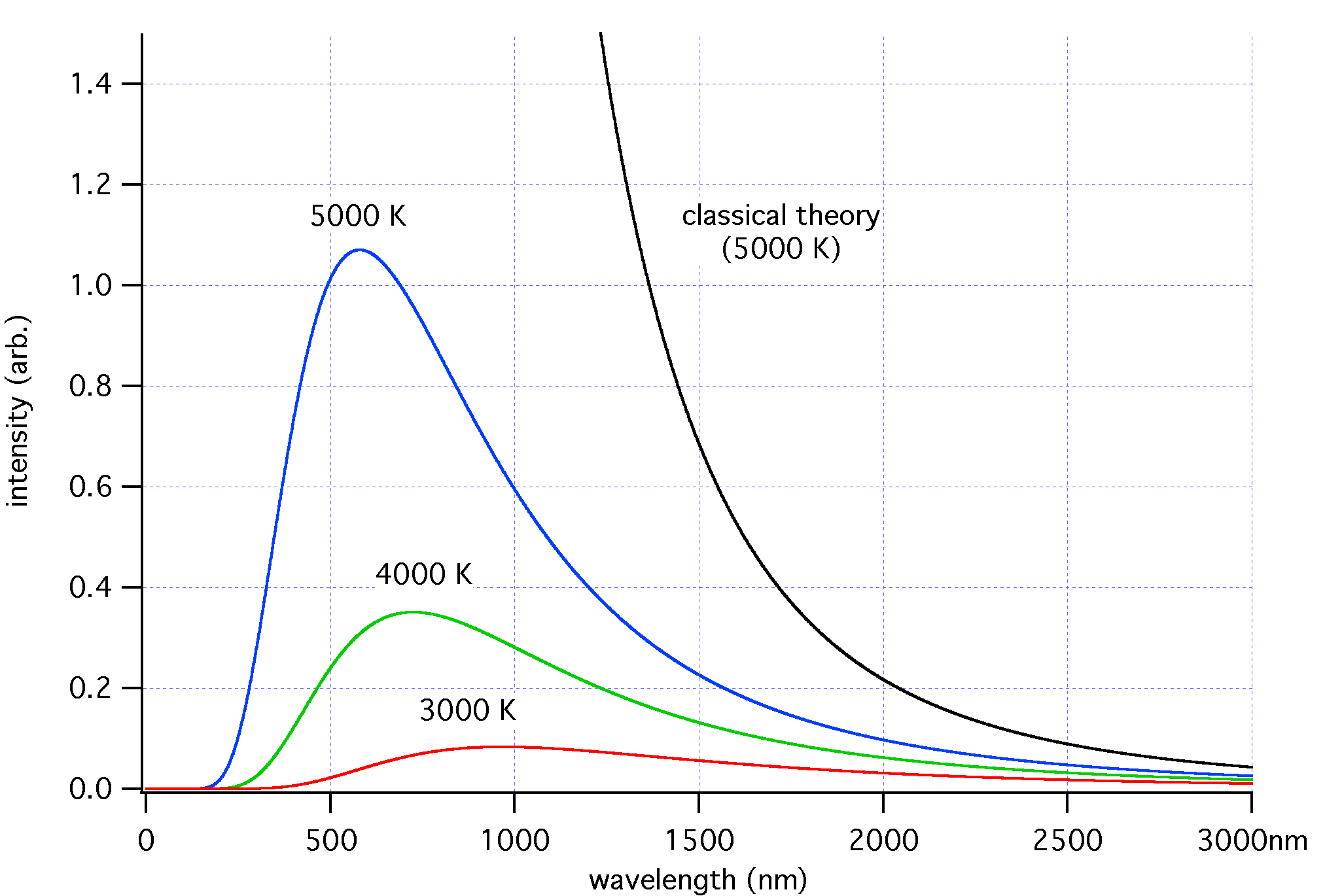
طیف جسم سیاه. هرکدام از خطهای رنگی (که نمایندهٔ دماهای گوناگون هستند) نشان می‌دهند که در طول موج‌های گوناگون شدت تابش چه قدر است. با کم شدن دما، قلهٔ تابش جسم سیاه به سمت شدت‌های کمتر و طول موج‌های بالاتر می‌رود.

 نور تابیده شده از اجسام با دمای بالا دارای یک طیف مشخص است که با دما تغییر می‌کند. اجسام با دمای بالاتر در طول موجهای پایین‌تر (آبی\فرابنفش) دارای شدت نور بیشتر و اجسام سردتر در طول موجهای بالاتر (قرمز\زیر قرمز) دارای شدت نور کم تر  هستند. انتظار بر آن بود که در طول موجهای خیلی پایین، انرژی تابش شده بسیار زیاد باشد ولی در عمل اینگونه نبود. این تناقض به فاجعه فرابنفش معروف است. ماکس پلانک این معما را حل کرد با بیان اینکه که اتمها تشعشعات را تنها در بسته‌های مشخص و ناپیوسته کوانتا یا فوتون جذب یا نشر می‌کنند؛ بنابراین انرژی تنها در مقادیر مشخص و ناپیوسته موجود است. پلانک به دنبال این کشف در سال ۱۹۱۸ برنده جایزه نوبل شد.

## اثر فوتوالکتریک
پنج سال بعد از پلانک، آلبرت اینشتین توانست این مفهوم را به صورت مشخص‌تری بیان کند. انیشتین مفهوم کوانتومی نور را برای توجیه اثر فوتوالکتریک بکار برد. بر این اساس فوتونها که دارای انرژی معینی هستند، بعد از برخورد با الکترونهای اتم، انرژی خود را به آنها داده و خود از بین می‌روند. این امر می‌تواند به عنوان یک مسئله برخورد میان دو ذره با استفاده از نظریه برخورد توضیح داده شود.
بعد از برخورد، فوتون از بین می‌رود و الکترون با انرژیی که از فوتون می‌گیرد، از ماده جدا می‌شود و یک جریان فوتوالکترونی را در مدار خارجی ایجاد می‌کند. مقدار جریان در مدار خارجی بسته به تعداد فوتونهایی که بر سطح ماده موجود در کاتد تابیده می‌شود، متفاوت خواهد بود.

## پیشرفتهای مهم
هویگنس و نیوتن 
اولین تئوری جامع درباره نور توسط هویگنس بیان شد. او تئوری موج را برای نور بیان کرد و نشان داد که چگونه تداخل امواج سبب ایجاد یک جبهه موج با خط سیر مستقیم می‌گردد. در پی عدم موفقیت این تئوری در مورد سایر مواد، نیوتن تئوری ذره‌ای نور را بیان کرد. او نور را شامل ذرات می‌دانست و در نتیجه توضیح برخی پدیده‌ها مانند بازتاب آسان بود. این تئوری همچنین قادر به توضیح شکست نور توسط یک عدسی یا تشکیل یک رنگین‌کمان توسط یک منشور بود. این تئوری تا یک قرن پا بر جا ماند.
 یانگ، فرینل و ماکسول 

الگوی پراش از دو شکاف توسط یک موج مسطح

 در اوایل قرن ۱۹ میلادی توماس یانگ و آگوستین فرینل با انجام آزمایش دوشکاف شواهد تازه‌ای برای تئوری موج هویگنس ارائه کردند. این آزمایشها نشان داد که زمانی که مانعی شامل دو شکاف در مسیر عبور نور قرار داده شود، نور خروجی یک الگوی تداخل امواج را مانند آنچه در امواج آب دیده می‌شود ایجاد می‌کند. این تئوری قادر به توضیح پدیده قطبش بود.
جیمز کلارک ماکسول در اواخر قرن نوزدهم میلادی با ارائه معادلات ماکسول، نور را به صورت امواج الکترومغناطیسی معرفی کرد. این معادلات در سال ۱۸۸۷ توسط آزمایشهای هاینریش هرتز تأیید و از آن پس تئوری موج فراگیر شد.

## فرمول پلانک برای تابش جسم سیاه
در سال ۱۹۰۱ پلانک تحقیقی را به چاپ رساند که می‌توانست به وسیله آن طیف مربوط به یک جسم تابنده را توضیح دهد. این تحقیق بر این فرض استوار بود که اتمهای جسم سیاه دارای انرژی ناپیوسته هستند. بعدها اینشتین بیان کرد که ناپیوستگی مربوط به خود تابش الکترومغناطیسی است و نه انرژی اتمها.
 توضیح اینشتین درباره اثر فوتوالکتریک 

نموداری از تابش الکترون‌ها از یک صفحهٔ فلزی. این امر زمانی رخ می‌دهد که انرژی واردشده توسط فوتون بیش از تابع کار ماده باشد.

 در آزمایش فوتوالکتریک مشاهده شد که مثلاً برای ماده‌ای مثل پتاسیم، حتی یک نور آبی ضعیف نیز قادر به تولید جریان الکتریکی است در حالی که قویترین نور قرمز هم هیچ جریانی را ایجاد نمی‌کند. اینشتین این مسئله را به این صورت توضیح داد که الکترونها تنها می‌توانند انرژی را در مقادیر ناپیوسته از یک میدان الکترومغناطیسی دریافت کنند. بر این اساس مقدار انرژی E به صورت زیر با فرکانس نور f رابطه دارد.
{\displaystyle E=hf\,}
که در آن h ثابت پلانک است (34- 10 × 6.626 ژول ثانیه). بدین ترتیب نور با فرکانس بالاتر (آبی) دارای انرژی کافی و نور با فرکانس پایین‌تر (قرمز) فاقد انرژی کافی برای آزاد کردن الکترون می‌باشد. افزایش شدت نور قرمز تنها می‌تواند باعث آزاد شدن تعداد بیشتری فوتون ولی با همان انرژی کم شود.
اینشتین در سال ۱۹۲۱ به خاطر کشف قانون اثر فوتوالکتریک موفق به دریافت جایزه نوبل فیزیک شد.

## طول موج دوبروی
در سال ۱۹۲۴ لویی دوبروی بیان کرد که نه تنها نور بلکه تمام مواد دارای خاصیت موجی نیز هستند. وی رابطه طول موج (λ) و تکانه (p) را به صورت زیر بیان کرد:
{\displaystyle \lambda ={\frac {h}{p}}}
سه سال بعد جرج تامسون، کلینتون دیویسون و لستر گرمر با انجام آزمایشهایی پراش الکترونها را مشاهده کردند و صحت این فرمول برای الکترونها تأیید شد.
دوبروی به خاطر این فرضیه در سال ۱۹۲۹ و تامسون و دیویسون به خاطر آزمایشهایشان به طور مشترک در سال ۱۹۳۷ موفق به دریافت جایزه نوبل فیزیک شدند.